# Вахрамеев, Владимир Александрович
Владимир Александрович Вахрамеев (01.05.1930 г. Никитовка Петровского района Артемьевского округа — 23.09.1979 г. в Москве) — советский скульптор.
Родился 01.05.1930 г. в селе Никитовка Петровского района Артемьевского округа (ныне Донецкой обл.) в семье педагогов, жил в Москве. Умер 23.09.1979 г. в Москве.
Работал в монументальной и станковой скульптуре, а также в скульптуре малых форм. Автор композиций и портретов.
Учился в МИПИДИ (1947—1952) у Р. Р. Иодко и Институте живописи, скульптуры и архитектуры им. Репина Академии художеств СССР (1952—1953) у М. А. Керзина, дипломная работа — Медаль к 250-летию Ленинграда.

## Среди ранних работ

### 1954—1959
Маленькая балерина (1954 г.);
Теннисистка (1957 гипс 24х17х14), Мальчик в песке (1957) керамика, Женский портрет (1957 гипс тон. 55Х35х27), Суданец (1957 терракота 25х8х5);
Воссоединение Украины с Россией фигуры к проекту памятника (1958 гипс тон. 59Х32х20), Ненцы с острова Колгуев (1958 г.);

## Основные произведения

### 1960—1964
Тундра (1960 г. металл 85х200х85, Государственный художественный музей им. А. Н. Радищева г. Саратов), Ненцы на нартах (1960 бронза 12х22х12), Ненец (1960 бронза 16х12х10);
Голова якутской девочки (1961 гипс тон. 27,5х12,5х9);
Тайга. Олени (1962 г. кованый алюминий 120х160х120 МК СССР), Пастух Соло Суох (1962, алюминий);
Геологи (1964, цемент, 160х220х80), Женщина на табуретке (1964 гипс тон., 26х9х11), Химия (1964 гипс 280х100х100).

### 1965—1969
Беременная (1965 гипс 42х17х13), Виолончелист (1965 бронза 80х40х20 СХ СССР);
Сын (1966 бронза 80х40х20);
Немецкий скульптор Ханс Кисс (1967 бронза 80х40х20 СХ СССР), Галя с сыном (1967 бронза 32х24х18), Мои дети (1967 бронза 30х15х12 ГТГ);
Квартет (1968 бронза 15х25х20 Министерство культуры СССР и 124х140х118 кованая медь Государственный музей искусств Казахской ССР, Алма-Ата), Портрет хирурга Н. Н. Еланского (рельеф 70х40х50 гранит Новодевичье кладбище), Операция (1968 гипс 150х200х100 МК РСФСР);
Африканские маски (1969 металл 157х50х54 ГТГ);

### 1970—1974
Танец (1970 бронза, 90х50х50 Павлодарский областной музей советского изобразительного исккусства), В больнице (1970 бронза 24х32х13), Тост (1970 бронза 70х50х40 МК СССР);
Влюблённые негры (1971 бронза 70х40х50 ГТГ), Люди в космосе (1971 кованое железо, сварка 140х110х230 ГТГ, посвящается Владимиру Михайловичу Комарову), Гребцы (1971 алюминий 150х45х60 СХ СССР);
Мальчик с птицами (1972 бронза 53х60х32 ГТГ), Скульптор С. Л. Рабинович (1972 бронза 53х60х32 СХ СССР), Распятый раб (1972 бронза 55х17х15), Мим (1969 бронза 22х12х15 Сибирско-Дальневосточное отделение Академии Художеств СССР, г. Красноярск и 1972 гипс 107х58х58), Олег и Илюша Комовы (1972 бронза 27х37х27 ГТГ);
Орган (1973 бронза 126х70х50 СХ СССР), Небо (1973 кованая медь 130х235х150 СХ СССР), Ольга Корбут (1973 бронза ГТГ), Homo Sapiens (1973 гипс 70х60х30);
Скульптор В. Е. Цигаль (1974 бронза 25х25х25 ГТГ), Семья скульптора А. Древина (1974 бронза 140х70х50 СХ СССР);

### 1975—1979
Портрет художника Льва Бродаты (1975 гранит 50х30х35 ХФ РСФСР), Нина Дорлиак и Святослав Рихтер (1975 бронза 130х120х100 ГТГ), Володя (1975 гранит 38х36х18 МК СССР), Юля (1975 бронза 63х27х53 СХ СССР), Отец и сын Оссовские (1975 бронза 50х70х45), Портрет дочери (1975 бронза 42х19х46 ГТГ);
Бег (1976 гипс 125х137х30), Портрет дочери (1976 мрамор 44х44х30);
С. В. Рахманинов (1977 бронза 42х25 16 МК РСФСР), Геолог (1977 гипс 31х42х32 ГТГ);
Контрабасист (1978 бронза 83х48х43 ГТГ);
Натюрморт (1979 бронза 49х18х22 Зал искусств Магнитогорск), Вечер старинной музыки (1979 гипс 130х125х126 МК РСФСР и 46х44х42 бронза МК СССР), Виолончелист (1979 бронза 42х18х20), внук (1979 бронза 30х18х15).
Скульптурный портрет В. А. Вахрамеева (1964, дерево) выполнил Вильвовский Владимир Наумович.

## Биография
В. А. Вахрамеев родился в семье с непростой судьбой — отец Вахрамеев Александр Петрович дворянин, мать Силина Мария Павловна из семьи священника и дворянки. Оба родителя в юности были охвачены революционным энтузиазмом и выбрали педагогическую стезю для высокой цели ликвидации безграмотности и распространения света культуры в народной среде. Познакомились они на курсах повышения квалификации для педагогов, поженились и стали работать в школе в селе Никитовка рядом с г. Артемьевск (позже Сталино, а теперь Донецк). Мария Павловна рассказывала: «Кузнецу помогаю выводить букву пером, он потеет и говорит сдавленным голосом — никогда мне так тяжело не было». 1 мая 1930 года родились близнецы Володя и Лена. Семья перебралась в Москву, где жили родственники Александра Петровича. Дети кроме школы учились музыке и немецкому языку. Незаметно подкрался 37 год. Брат Александра Петровича Пётр Петрович был репрессирован по делу Тухачевского, брат Василий Петрович пропал без вести. Александр Петрович стал жить отдельно. Затем грянула Великая Отечественная война. Мария Павловна с детьми-подростками отправилась в эвакуацию, где было очень голодно. Мария Павловна рассказывала: «Володя был такой худой, что губы не смыкались над зубами — дистрофия, он дважды был на грани смерти, есть уже не мог, еле выходили.» Это сказывалось впоследствии: В. А. считал, что знаком накоротке со смертью, не особо считался с ней. При первой возможности вернулись в Москву. Получили комнату в общежитии для учителей на Потылихе — живописной деревне на высоком берегу Москвы-реки. Своя грядка со смородиной и земляникой, могучие деревья, песчаный бережок (гранитную набережную построили позже) — красота, но «удобства» во дворе. На месте Потылихи позже возникла правительственная дача.
В 1947 г. В. А. поступил в МИПИДИ (Московский институт прикладного и декоративного искусства) на факультет металла. На студентов его группы иногда покрикивали: «Металлисты, не гремите!». В том же ангаре за занавесом была мастерская керамистов. Здесь он познакомился с Никитиной Л. Н., с которой они поддерживали трогательные дружеские отношения всю жизнь. В 1952 году Академия художеств в Ленинграде (Институт живописи, скульптуры и архитектуры им. Репина) объявила дополнительный набор. В. А. с приятелем решил попробовать поступить и оба были приняты. В 1953 г. В. А. окончил академию художеств на отлично, женился на сокурснице, родилась дочь, затем вернулся в Москву на Потылиху, жена через год вернулась в Ленинград, оставив дочь свекрови. Поначалу мастерской у него не было, пришлось работать в отгороженном углу в фойе школы, зато там был хороший свет и высокий потолок. Здесь создана целеустремлённая «Теннисистка».
Начиная с 1954 г. работы В. А. появляются на выставках. В 1959 г. В. А. был принят в Союз художников СССР.
В стыке 50-х и 60-х годов страна энергично искала алмазы в Сибири и на крайнем севере, туда направлялись многочисленные группы геологов, в средствах массовой информации воспевалась походная романтика. Художники не могли остаться в стороне, и В. А. отправился посмотреть, что же там за горизонтом. Он побывал на Таймыре, в ненецких стойбищах, ходил с геологами на Индигирку. Неподражаемые события этих путешествий нашли отражение в пронизанной жестоким ветром «Тундре», в портретах ненцев и якутов, в лесе оленьих рогов композиции «Тайга. Олени», в усталой походке проводника в двухфигурной композиции «Геологи».
В. А. в молодости был заядлым мотоциклистом. Первый мотоцикл достался ему по невероятному везению. Это был списанный ГАИ, сильно потрёпанный Харлей Дэвидсон, цвета хаки, без коляски. Его низко посаженному сидению В. А. посвятил восторженные строки: «Как он хорош, плоский как вошь!». Этот аппарат служил ему верой и правдой, обеспечивал эмоции приятелей и приятельниц, возил дочь в детсад, яблоки с рынка, но оказался не вечен. Следующий мотоцикл оправдал свой чёрный цвет: с ним произошла страшная авария — на него наехал грузовик. В. А. вылетел с сиденья на газон и сломал ногу, а его товарищ, сидевший сзади, оказался убит. После аварии В. А. никогда не садился за руль. По впечатлениям пребывания в больнице, где он напросился посмотреть, как готовится бригада хирургов к операции, В. А. создал выразительную композицию «Операция», где операционный стол держится не на ножках, а на врачах, а их уверенные позы дают надежду, что качели жизни пациента двинутся в нужную сторону.
В. А. с детства был чуток к музыке, немного играл на фортепиано, ходил на концерты в Консерваторию с сестрой и с друзьями, а в 1963 году в его судьбе появилась альтистка квартета им. Прокофьева Г. И. Одинец-Тимченко. Образ музыки и музыкантов стал едва ли не главным в его творчестве. Созданы звучащие композиции «Квартет», «Орган», «Нина Дорлиак и Святослав Рихтер», «Натюрморт», «Вечер старинной музыки», фигуры «Виолончелист», «С. В. Рахманинов», «Контрабасист».
В 1965 году В. А. и И.Тенета занялись проектом художественного оформления площади Гагарина в Москве. Их проект не дождался осуществления, но результатом поисков пластического решения темы покорения космоса стала удивительная, летящая композиция «Люди в космосе», создающая щемящее впечатление невесомости и взаимозависимости людей в пространстве неведомого. Эта композиция участвовала в выставках проекта «Выставки под открытым небом» и «Пластика и цветы» в 70-х годах в Москве и за рубежом.
В четверг 1 декабря 1967 года на первой полосе газеты Fraternité matin Берега слоновой кости появилась статья на четверть страницы под названием «Des touristes russes» с фотографией. В составе туристической группы учёных, врачей, журналистов и художников под руководством представителя Института Африки АН СССР Ласки Нижской был и В. А. Чёрный континент поразил своей самобытностью и вдохновил на создание композиций «Влюблённые негры» и «Африканские маски».
В. А. был разносторонним человеком, много читал, собирал пластинки классической музыки в отличном исполнении, глубоко знал историю России, был интересным собеседником. Образы некоторых друзей и родных В. А. хотел оставить себе на память, выполнив их портреты в «домашнем» стиле: Беременная (1965 гипс 40х18х15), Немецкий скульптор Ханс Кисс (1967 бронза 22,5х9х8,5), Галя (1965), Галя с сыном (1967), Сын (1967 бронза), Мои дети (1967 бронза), Саул Рабинович (1972), Олег и Илюша Комовы (1974 бронза 23х37х27), Владимир Ефимович Цигаль (1974 бронза), Семья скульптора А. Древина (1975 бронза 140х70х50), Володя (1975), Портрет дочери (1976 мрамор 44х44х30), Портрет дочери (1977 бронза), и т. д.
В отвлечённой композиции «Тост» 1970 г. вместе с В. А. бокалы за торжество искусства поднимают важные для В. А. в тот период персоналии: живописец Игорь Обросов, график Герхарт Матцат (Matzat), жена Галя, мим Марсель Марсо, скульптор Г. Кисс.
Поиск нового постоянно занимал В. А. Можно ли изобразить в скульптуре полёт («Люди в космосе»), полёт мысли («Homo sapiens»), или например дождь и облака, но так, чтобы они были и лёгкими и страшными? Оказывается, он может — скульптура «Небо» стоит в парке Музеон. Как неподвижной формой передать ритм — появляются «Танец» и «Бег». В. А. не переносил однообразия даже в своей внешности: то бороду отпустит, то усы, то длинные волосы отрастит, то побреет голову наголо, приводя в удивление родственников и знакомых.
В каталоге Выставки произведений 16 московских художников 1969 г., есть высказывание В. А.: «Мир многосложен и многолик. Большинство людей, привыкнув, не замечают этого. Мне кажется, что задача художника — преподнести, показать этот мир, причём показать именно таким, каким художник знает его.»
Полная волнений и трудов, сложная, прекрасная и удивительная жизнь В. А. длилась неполных 50 лет. Скульптор скоропостижно скончался от острой сердечной недостаточности 23 сентября 1979 года дома, в Москве.

## О скульптуре Вахрамеева В. А
Н. Кутузова: «… С того времени, когда работы Вахрамеева одна за другой появились на выставках, он стал известен как мастер пространственных композиций с большой внутренней динамикой и ритмической согласованностью изобразительных элементов».
Д. Митлянский: «В основе пластики Вахрамеева — композиция, точнее, „организация пространства“, как теперь говорят, пространства упорядоченного и уплотнённого, создание „пространственного ажура“ из тел, рук, ног, голов (это особенно хорошо можно проследить в „Космонавтах“). … Самый по-моему виртуозно сосчитанный и вообще самый удачный из его „пространственных ажуров“ — „Древины“ (впервые показанные на нашей групповой выставке в 1975 году.»
Е. Казарянц: « Его скульптура сдержанна и основательна, она непрерывно отдаёт заключённую в ней энергию и мысль, живёт напряжением своей формы. Вахрамеев — скульптор волею божией, он работал над проблемой скульптурного пространства, будучи одним из первых, кто заново поставил её в начале 60-х годов, в то время, когда о существовании самой проблемы многие и не подозревали. Он говорил, что не делает рельефов, поскольку это требует решения плоскости, а его занимает объём в пространстве.»
В. Цигаль: «… „Тундра“. Бескрайнее пространство и одинокие фигурки эскимосов с каяками; даже само снежное покрытие чуть покато, как поката земля. И слышно, как звучит тишина белого безмолвия. Володя тогда ещё только постигал беспредельность пространства, прислушивался к его звучанию. Потом тема пространства и музыки завладеет им настоятельнее и станет той поэтической средой, в которой будут рождаться и жить его скульптуры.»
« Я обхожу ещё и ещё раз „Квартет“ Вахрамеева: новые повороты фигур, новые сочетания форм рождают множество самых неожиданных силуэтов; руки то вздымаются, то опадают вниз, то опять взлетают кверху, каждый раз по-новому, неповторимо. Всё слаженно, всё гармонично, и в этой гармоничности — музыкальность. Она достигнута, вероятно, сочетанием форм больших и малых в строгой ритмической последовательности, будто Володя, работая над скульптурой, как музыкант, пальцами касался тонких звенящих или густых басовых струн.»
«Семья Древиных». Он, она, дочь — три фигуры в замкнутом интерьере, как будто отгороженном от мира музыкально сритмованными вертикалями. Нет, эти вертикали — лишь контуры, обозначающие саму скульптуру; они прозрачны и ведут в бескрайний мир мыслей, чувств и звуков; семья была, есть и будет всегда — это вечная форма существования людей."«Орган». Вахрамеев не изображает орган или игру органиста, а лепит звучащее пространство, наполненное звуками. Давалось это трудно. Он много строил, переделывал, начинал сначала, тёр рашпилем в гипсе, резал ножом. Но он знал, чего он хочет."
«… Трио старинных инструментов — его последняя программная композиция, где на неведомых теперь виолах и лютнях играют музыканты, посаженный на стулья с высоченными прямыми спинками, будто на троны, чтобы утвердить их значительность и монументальность.»